# Национальное движение сопротивления Ирана
Национальное движение сопротивления Ирана (перс. نهضت مقاومت ملی ایران‎), также известно под англоязычной аббревиатурой NAMIR (National Movement of the Iranian Resistance), НАМИР — организация иранских политэмигрантов — противников исламской республики. Объединяло представителей различных антиклерикальных направлений — националистов, левых радикалов, социал-демократов, либералов, монархистов. Вело активную организационную, пропагандистскую и вооружённую борьбу против шиитской теократии Хомейни, выступало за конституционную монархию. После убийства лидеров в 1991 году существует как небольшая эмигрантская группа, ведёт пропаганду в Сети. Основатель и исторический лидер — Шапур Бахтияр.

## Предыстория и создание
Исламская революция в Иране одержала победу 11 февраля 1979. Была свергнута монархия, изгнан шах Мохаммед Реза Пехлеви. К власти пришли исламские фундаменталисты во главе с аятоллой Хомейни. Установился клерикальный режим исламской республики — теократия шиитского духовенства. Оппозиция подвергалась жёстким репрессиям.
Противники хомейнистской теократии оказывали сопротивление внутри Ирана и консолидировались в эмиграции. Один из центров сложился в Париже вокруг видного иранского политика Шапура Бахтияра — последнего шахского премьер-министра в январе-феврале 1979 года. Много лет Бахтияр был известен как последовательный демократ, противник Пехлеви, подвергался репрессиям шахского режима. Однако в период Исламской революции он стал на сторону шаха — поскольку считал теократическую диктатуру хуже монархического правления. Бахтияр планировал масштабные реформы, вплоть до провозглашения Ирана светской демократической республикой, но не успел их осуществить.
Шапур Бахтияр пользовался авторитетом в мире и сохранял значительное влияние в Иране. С июля 1979 года он начал организовывать антиисламистские круги иранской эмиграции. Был проведён ряд встреч, достигнуты договорённости об объединении, установлены предварительные контакты с зарубежными потенциальными союзниками, учреждена оппозиционная радиостанция Голос Ирана. Бахтияр планировал создать широкую коалицию — от близких ему социал-демократов и левых либералов до консервативных монархистов, сторонников династии Пехлеви. Объединяющую платформу «политического бахтиярства» формировали иранский национализм и светский демократический строй.
В самом Иране многие представители интеллигенции, среднего класса, промышленного пролетариата по-прежнему симпатизировали Бахтияру. Его сторонники оставались в иранском госаппарате и вооружённых силах. 9-10 июля 1980 они подняли военный мятеж, известный как Переворот Ноже. Выступление было жёстко подавлено хомейнистами, но продемонстрировало наличие в стране активных антиклерикальных сил.
Национальное движение сопротивления Ирана (NAMIR, НАМИР) было учреждено в Париже 5 августа 1980 года. Дата была приурочена к годовщине иранской Конституции 1906 года, которая рассматривалась Бахтияром и его соратниками как политическая база объединения. Были сформированы руководящие органы — Совет (политические решения), Исполнительный комитет (оперативное руководство), Комитет советников (конфиденциальные вопросы).

## Руководство и направления
Лидером НАМИР являлся Шапур Бахтияр.
Его заместителями стали
- доктор философии Абдорахман Боруманд[7], ближайший соратник Бахтияра, второе лицо организации, председатель Исполкома НАМИР в 1980—1987,
- бывший чиновник шахского министерства труда Мохаммед Мошири, председатель Исполкома НАМИР в 1987—1989,
- дипломат шахских времён Садек Садирайе, бывший посол Ирана в Румынии, Ираке и ФРГ, председатель Исполкома НАМИР в 1989—1991.

Идеологическую платформу НАМИР разработал известный левыми взглядами инженер Эзат Раастджаар, бывший активист иранской компартии Туде. Его напарником и автором публичных манифестов выступал другой бывший коммунист Хосейн Малек. Глубокие социально-философские исследования осуществлял «глава интеллектуального аппарата» Рахим Шарифи.
Информационную политику курировал Кир Амузгар, занимавший аналогичный пост в правительстве Бахтияра. Сеть пропаганды возглавлял леворадикальный политик Молуд Ханлари, бывший активист Туде, непримиримый противник шахского режима и участник первого этапа Исламской революции. Дочери Ханлари — Амиршахи и Шахрашуб — взяли на себя соответственно печатную и радиопропаганду НАМИР.
Дипломатический отдел возглавил Ахмад Мирфендерески, бывший министр иностранных дел в кабинете Бахтияра.
Социальными вопросами занимался Манучехр Размара (младший брат убитого премьер-министра Хаджа Али Размары), занимавший при Бахтияре пост министра здравоохранения.
Финансово-коммерческий отдел возглавлял двоюродный брат Шапура Бахтияра Аббас Бахтияр. Отдельно функционировало представительство в Лондоне, где финансовые операции проводил от имени Бахтияра предприниматель Парвиз Амин-Парвиз.
Службой безопасности руководил сын Шапура Бахтияра Гиве Бахтияр, инспектор французской полиции.
Видными фигурами Совета и Исполкома НАМИР являлись инженер Парвиз Гадеси (гражданский организатор переворота Ноже), министр жилищного строительства в правительстве Бахтияра Джавад Хадем, министр труда в правительстве Бахтияра Манучехр Арьяна.
Особое место в руководстве НАМИР занимал бывший сенатор Ирана Касем Джафруди — тесть и главный конфиденциальный советник Шапура Бахтияра.
Понимая политические реалии, создатели НАМИР учредили Военное крыло. Консультативную помощь оказал генерал Ферейдун Джем (отказавшийся, однако от вступления в НАМИР). Во главе Военного крыла стал бригадный генерал шахской армии Амир Хосейн Шардар, его заместителем — полковник Бакир Бани-Амери, командир Переворота Ноже. В 1983, когда после неудачной операции (сорванная перевозка партии оружия из Абу-Даби) доктор Боруманд потребовал отстранения генерала Шардара и передачи в своё ведение силовой структуры НАМИР. Бахтияр поддержал тогда Боруманда, поставив начальником Военного крыла левоориентированного полковника Хади Азиз-Моради. Однако в 1986 Бахтияр вновь назначил Шардара.
Консолидация под эгидой Бахтияра различных антиисламистских направлений имела и оборотную сторону. С самого начала в НАМИР обозначился политико-идеологический раскол. Идеология и пропаганда находились в руках левых — активистов Национального фронта, сторонников Мосаддыка, иногда даже бывших коммунистов. К левым примыкал и сам Бахтияр. С другой стороны, организационная часть, вопросы финансирования, силовая структура контролировались правыми — бывшими шахскими чиновниками, военными, предпринимателями. Лидером левых (называемых также «исфаханской мафией» по земляческому признаку) выступал доктор Боруманд, лидером правых — сенатор Джафруди.

## Идеология и программа
Основатели НАМИР во главе с Бахтияром считали себя наследниками и продолжателями Конституционной революции и Национального фронта. Главными принципами движения провозглашались:
- национальная независимость и территориальная целостность Ирана
- отделение религии от политики, светский характер государства
- демократический строй, социальная справедливость и национальная солидарность

НАМИР стремится к восстановлению национального суверенитета Ирана. Национальный суверенитет означает демократию во внутренних делах и независимостью в делах международных. Под демократией я подразумеваю власть большинства при уважении всех политических и социальных прав меньшинства, которое имеет возможность стать большинством. Эта цель не нова. Таков был идеал всех патриотов и сторонников свободы в нашей стране после революции 1906 года.

Абдорахман Боруманд

При этом конкретные формы государственного устройства и социально-экономической политики в программе не предрешались. НАМИР создавалась как «партия цели» — свержения теократической диктатуры. Восстановление конституционной монархии мыслилось как переходный этап демократизации. По замыслу Бахтияра, такой подход позволял привлечь в НАМИР республиканцев и монархистов, социалистов и сторонников рыночной экономики. Консолидация производилась на основе враждебности к клерикальному режиму Хомейни, национал-патриотизма и секуляризма.

Я поддерживаю конституционную монархию по традиционным причинам и из-за геополитической ситуации. В Иране живут различные этнические группы. Монарх может служить символом единства и независимости всей страны. Он будет иметь духовную силу как хранитель Конституции, но не будет вмешиваться в политику. Я не сторонник восстановления той монархии, которая повернула бы время вспять. Никакого поворота назад. Я за монархию, где Конституция соблюдается до буквы.

Шапур Бахтияр

Лозунг-девиз НАМИР: Иран не умрёт никогда.

## Практика борьбы

### Организация и пропаганда
К началу 1982 НАМИР организовало подпольную сеть в Иране. Главным методом было создание конспиративных ячеек через дружеские связи. Велась активная листовочная и радиопропаганда. Издавались семь газет: три подпольно распространялись в Иране на фарси (одна из которых целенаправленно ориентировалась на военных), две выходили на французском, одна на английском, одна издавалась на фарси в Саудовской Аравии под редакцией Кира Амузгара. Радиостанции Голос Ирана базировались в Каире (директор Турадж Фаразманд) и Багдаде (директор Джамшид Шарланги). На иранской территории действовала сеть мобильных ретрансляторов.
НАМИР удалось заручиться поддержкой заметных кругов в вооружённых силах, племенных сообществах, среди гражданских служащих и даже базари, являвшихся массовой опорой хомейнизма. В эмиграции делался упор на разоблачение клерикального террора и описание тяжёлого положения масс в исламской республике. Однако внутренняя агитация НАМИР была ориентирована в основном на образованные и культурные слои и не сильно подрывала позиции режима, обращавшегося по большей части к низам.
Бахтияр считал более вероятным не массовое выступление против режима, а военное восстание и переворот при поддержке активных организованных групп. Далее предполагалось создание переходного правительства по типу событий 1906. В 1983 был издан «Рабочий документ» НАМИР, содержавший конкретные планы борьбы. Вырабатывалась стратегия трёх вариантов: примирение с частью правящего духовенства (наименее вероятный), национальное восстание, военный переворот.
Оптимальным и вероятным считался вариант армейского переворота в союзе с левыми кругами после смерти Хомейни. Допускалось взаимодействие с оппозиционным Хомейни духовенством типа аятоллы Шариатмадари. Социальной базой виделась прежде всего националистически настроенная интеллигенция, включая часть офицерства. Наиболее опасным противником считался КСИР.

### Вооружённые атаки
За период с лета 1984 по весну 1985 отмечались два десятка серьёзных атак Военного крыла НАМИР. Типичными акциями такого рода были нападения на басиджей, КСИР и полицию, предприятия и банки, индивидуальные теракты и промышленные диверсии. Особенный резонанс произвёл угон в Дубай и затем в Каир самолёта иранской государственной авиакомпании Iran Air 3 июля 1984.
Мировая пресса отмечала
- разгром повстанцами отряда басиджей близ Урмии 25 августа 1984,
- взрыв полицейского участка в Тегеране 1 октября 1984,
- подрыв электростанции в Западном Азербайджане 20 октября 1984,
- нападения на сахарные заводы в Хое 3 сентября 1984 и в Урмии 11 февраля 1985,
- сожжение банка Теджарат в Тебризе 16 ноября 1984,
- нападение на администрацию Урмии 9 сентября 1984,
- взрыв нефтепровода под Исфаханом 5 января 1985,
- взрыв штаба КСИР в Урмии 10 марта 1985,
- взрыв газопровода в остане Бушер 31 мая 1985.

### Массовые протесты
К середине 1980-х недовольство правящим режимом приобрело в Иране широкие масштабы. Значительно снизилась личная популярность Хомейни. Причинами являлись тяготы Ирано-иракской войны, резкое падение уровня жизни, возмущение клерикальным террором и произволом.
5 августа 1983 агитация НАМИР вывела на демонстрацию протеста десятки тысяч тегеранцев. В феврале 1985 Бахтияр призвал иранцев к «негативному сопротивлению»: не делать вклады в банки, не покупать в магазинах госмонополии, минимизировать закупки бензина, составлять списки коррупционеров и карателей.
15 мая 1985 Шапур Бахтияр выступил с призывом к антивоенным демонстрациям. 17 мая 1985 по всему Ирану вышли на улицы до миллиона человек. Это была высшая точка влияния НАМИР.

## Связи и противоречия

### В иранской политэмиграции
НАМИР Шапура Бахтияра было далеко не единственной организацией антихомейнистской оппозиции. Перед НАМИР встала задача наладить отношения с другими структурами в эмиграции и подполье.
Вскоре после учреждения НАМИР Шапур Бахтияр встретился в Париже с лидерами других направлений иранской политэмиграции — генералом Голямом Али Овейси, дипломатом Ардеширом Захеди, профессором Хушангом Нахаванди. Представители монархических (Овейси, Захеди), либеральных (Нахаванди) и социал-демократических (Бахтияр) кругов договорились о сотрудничестве, но не об организационном слиянии. Сближению препятствовали резкие расхождения в оценках монархии Пехлеви. Кроме того, по отзывам комментаторов, различия проявлялись и в политической тактике. В то время Бахтияр, как и Нахаванди, делал ставку на методы политического протеста, тогда как Захеди и особенно Овейси — на военно-силовые решения.
Прошахская монархическая оппозиция консолидировалась во Фронт освобождения Ирана (ФОИ) во главе с экс-премьером Али Амини. Примкнул к нему и генерал Овейси со своим Иранским движением сопротивления/Армией освобождения Ирана. ФОИ провозгласил целью восстановление в Иране конституционной монархии и признавал наследственные права шахзаде Реза Кира Пехлеви. На противоположном идеологическом полюсе находилась леворадикальная Организация моджахединов иранского народа (ОМИН). Те и другие делали главную ставку на вооружённую борьбу, но доктринальные принципы монархистов и моджахединов были несовместимы. Тактическое различие заключалось в том, что националистический ФОИ поддерживал оборону Ирана, тогда как ОМИН почти открыто выступала на стороне Саддама Хусейна в ирано-иракской войне.
Шаги к консолидации были предприняты в отношении монархистов. 19 июля 1983 Шапур Бахтияр подписал совместную декларацию с Али Амини. НАМИР и ФОИ договорились об общих принципах: совместная борьба за свержение исламистской диктатуры, восстановление Конституции 1906 года, отделение религии от государства, национальный суверенитет, следование Всеобщей декларации прав человека. Это означало признание НАМИР принципа конституционной монархии (что вызвало недовольство левых радикалов).
Дружественные отношения поддерживались с некоторыми представителями династии Пехлеви, прежде всего с сестрой свергнутого шаха Ашраф Пехлеви. Через принцессу Ашраф была получена первая субсидия в размере 500 тысяч долларов. Такую же сумму через посредничество Боруманда выделил связанный с британской спецслужбой СИС бизнесмен Асадолла Рашидиан. 10 миллионов долларов предоставил крупный предприниматель Манучехр Горбанифар, бывший офицер САВАК, тесно связанный с Моссадом и ЦРУ.
Но альянс НАМИР с монархистами не отличался прочностью. Непреодолимы оставались разногласия по характеру и перспективам конституционной монархии, по статусу Резы Кира. Давали себя знать левореспубликанские убеждения Бахтияра и его ближайших друзей, их антишахский «политический бэкграунд». Это оборачивалось периодическими обострениями, в случае Овейси дошедшими до разрыва.
Ближайшим союзником НАМИР стала организация Азадеган во главе с шахским генералом Бахрамом Арьяной. Бахтияр оказывал Азадеган финансовую помощь из своих источников, одобрял вооружённые атаки, выражал симпатии лично Арьяне как учёному и патриоту. Печать НАМИР постоянно публиковала материалы Азадеган и выступления Арьяны. Со своей стороны, заместитель генерала Арьяны адмирал Камаль Хабиболлахи высказывался в поддержку Бахтияра. После захвата боевиками Азадеган ракетного катера Tabarzin в августе 1981 Бахтияр отдал распоряжение Военному крылу примкнуть к оперативному командованию Арьяны и Хабиболлахи. Военную координацию НАМИР, Азадеган и прошахских сил курировал бывший офицер разведки САВАК генерал Манучехр Хашеми.
Негативно складывались отношения НАМИР с исламистским крылом оппозиции, особенно с группой экс-президента Абольхасана Банисадра (которого разделяли с Бахтияром и серьёзные личные счёты). Взаимная враждебность проявлялась у НАМИР с ОМИН и Национальным советом сопротивления (хотя влиятельные в руководстве сёстры Ханлари были связаны с моджахединами). Для Бахтияра и НАМИР было неприемлемо прямое военное сотрудничество с Саддамом Хусейном.

### В международной политике
НАМИР располагало профессиональной дипломатической службой и проводило собственную внешнюю политику. Проживавший во Франции Бахтияр неоднократно посещал США и Великобританию, проводил массовые антихомейнистские акции иранской диаспоры. Официальные власти западноевропейских стран симпатизировали Бахтияру. Офисы во Франции и Великобритании функционировали легально и свободно. Но правительства исходили из «реалполитик», налаживали отношения с государством Хомейни и практической поддержки НАМИР не оказывали (особенно характерна бала такая позиция для министра иностранных дел ФРГ Ганса-Дитриха Геншера).
Американская администрация Рональда Рейгана, ЦРУ и Совет национальной безопасности США проявляли интерес к НАМИР. В наибольшей степени это касалось Джона Пойндекстера и подчинённого ему Говарда Тейчера. Они помогали Бахтияру в установлении нужных оперативных контактов. Американские политики жертвовали в кассу НАМИР заметные суммы. Однако главными партнёрами в иранской оппозиции американцы считали ФОИ, и поддержка НАМИР зависела от его отношений с монархистами.
Активнее развивалось сотрудничество НАМИР с ближневосточными противниками хомейнистского Ирана — Ираком, Саудовской Аравией, Египтом (особенно при Анваре Садате), Организацией освобождения Палестины (Ясир Арафат был обеспокоен распространением исламизма в палестинском движении).
Саддам Хусейн предоставлял иракскую территорию под радиостанцию и базирование Военного крыла НАМИР; большая часть вооружённых атак совершалась близ ирано-иракской границы. Баасистское правительство выделило НАМИР многомиллионную разовую субсидию и осуществляло ежемесячное спонсирование. Два миллиона долларов предоставила саудовская королевская семья, в Эр-Рияде издавалась на фарси одна из газет НАМИР. Из египетской столицы вещала одна из радиостанций, тренировались боевики Военного крыла (некоторые из них с американской подачи прошли подготовку в Израиле). Руководство ООП выражало политическую поддержку НАМИР, предоставляло доступ на свои объекты. Бахтияр установил контакт также с президентом Пакистана Зия-уль-Хаком.

### В ирано-иракской войне
Позиция НАМИР в ирано-иракской войне отличалась двойственностью и непоследовательностью. Руководители организации, начиная с Бахтияра, были патриотами Ирана. Они резко осуждали ОМИН за откровенно просаддамовский курс и фактическое участие в войне на иракской стороне. Но организация не могла позволить себе отказаться от иракской поддержки и занять национальную позицию, как большинство монархистов (для Армии освобождения Овейси и Азадеган Арьяны вопрос не стоял так остро — их боевые силы базировались в основном в Турции).
Выступления Бахтияра по этой теме выдерживались в двусмысленной тональности. Он призывал к миру, обвиняя режим Хомейни в паразитировании на войне (при том, что инициатива в развязывании принадлежала иракской стороне). Лидер НАМИР высказывался в том плане, что арабскому населению иранского Хузестана необходимо предоставить право самоопределения (по смыслу это означало присоединение Хузестана к Ираку).
Хомейнистская пропаганда активно использовала противоречивость этой позиции. Бахтияр и НАМИР характеризовались как «последователи Саддама» и «иракские наёмники». Возникали конфликты и в эмиграции — монархисты возмущённо критиковали Бахтияра. Именно этот довод приводил генерал Джем как основания для отказа от участия в НАМИР. В массе иранского населения складывался негативный стереотип.

## «Белая звезда»
Майские события вдохновили к решительным действиям. Летом 1985 было разработано крупнейшее комплексное мероприятие НАМИР — Операция «Белая звезда». Ставилась непосредственная задача свержения режима Хомейни. При этом особо оговаривалось, что вся силовая часть будет осуществляться силами самих иранцев, международная поддержка ограничится моральной, финансовой и дипломатической стороной.
Движущей силой «Белой звезды» Шапур Бахтияр считал «широкую коалицию националистов» — интеллигенции, госслужащих, военных, даже оппозиционных священнослужителей. Роль ударной боевой силы отводилась племенным формированиям (прежде всего бахтиярам) и группам военной оппозиции (более всего в авиации, жандармерии и флоте). Планировался захват ключевых транспортно-коммуникационных центров, блокирование частей КСИР и наступление на Тегеран племенных повстанческих формирований с пяти региональных направлений — Белуджистан, Фарс, Исфахан, Лурестан, Восточный Азербайджан.
Дальнейший расчёт строился на восстание в столице. Опереться авторы «Белой звезды» собирались на рабочие профсоюзы — прежде всего нефтяников, металлургов, текстильщиков, табачников, сахарников и водителей-дальнобойщиков. Особое внимание уделялась привлечению левых группировок и оппозиционного духовенства, разъяснительной работе на базарах и в мечетях. Учитывалась роль базаров в продовольственном снабжении. При агитации среди мусульман режим обвинялся в «отходе от истинной веры».
Шапур Бахтияр в плане рассматривался как лидер, безусловно авторитетный для иранского народа. Со своей стороны, лидер НАМИР требовал от соратников «высокого интеллектуального и морального уровня».
План разрабатывался тщательно. Продумывалась логистика, предусматривалось снабжение оружием (по большей части автоматическим стрелковым), топливом, продовольствием, обмундированием. Стоимость материально-технического обеспечения одного бойца определялась в 300 долларов ежемесячно. Предусматривались даже «обманные движения» — манёвры в Белуджистане для отвлечения правительственных сил. Общая стоимость операции, рассчитанной на несколько месяцев, максимум — год, составляла 13,5 миллиона долларов.
Однако план содержал серьёзные изъяны. Предполагалась самоочевидной армейская и массовая поддержка, которая отнюдь не являлась гарантированной. Реальная численность бойцов «Белой звезды» оценивалась примерно в 10 тысяч человек, три четверти из которых составляли племенные повстанцы. Эти силы были несравнимы с военно-полицейским аппаратом исламской республики. Настроения же масс не располагали к вооружённому восстанию. Протесты 17 мая не означали такой готовности.
Власти исламской республики резко ужесточили карательные и профилактические мероприятия. Подполье подверглось разгрому, тайные военные группы распались, племенные лидеры отказались от активных действий. Мощная волна административного давления и пропаганды сбила протестные настроения. Общественная энергия была перенаправлена на ирано-иракский фронт. К практическому осуществлению «Белой звезды» не пришлось даже приступить.

## Ослабление и поражение
Со второй половины 1980-х начался закат НАМИР. Неудача «Белой звезды» оказала сильное деморализующее влияние. Снизилась активность в Иране. В организации усилились внутренние противоречия, подрывавшие единство действий. Яростные конфликты возникали вокруг спорных исторических вопросов. Полемика между приверженцами премьера Мосаддыка и сторонниками шаха Пехлеви доходила почти до рукоприкладства. Генераторами с обеих сторон выступали доктор Боруманд и генерал Шардар.
Дело Иран – контрас привело к отстранению заинтересованных в НАМИР функционеров американских спецслужб — директора ЦРУ Уильяма Кейси, советника президента по национальной безопасности Джона Пойндекстера, полковника Говарда Тейчера. Новый куратор иранского направления в СНБ Дональд Грегг требовал от Бахтияра однозначного союза с монархистами, а также оптимизации структуры НАМИР, значительного сокращения аппарата.
С 1987 НАМИР вступило в стадию организационного и политического кризиса. Попытка председателя исполкома Мошири укрепить альянс с монархистами побудила тех к выдвижению невыполнимых требований. Следующий председатель Садирайе порвал с монархистами, стал выступать с антишахской риторикой. Результатом стало резкое ухудшение отношений с Али Амини и семейством Пехлеви. Тем временем американцы полностью перевели свою поддержку на ФОИ. Иссякание финансирования вынудило подчиняться требованиям последнего спонсора — Саддама Хусейна.
НАМИР утратило способность к военно-оперативной активности. Деятельность сводилась к пропагандистским акциям, типа заброски в Иран воздушных шаров с портретами Бахтияра.
Смерть аятоллы Хомейни в июне 1989 застала НАМИР врасплох. Никакого реального плана действий у организации не оказалось. В радиообращении 4 июня Шапур Бахтияр призвал иранцев «сохранять спокойствие, быть нейтральными в борьбе наследников и ждать инструкций». Однако инструкций не последовало.
Серьёзные проблемы создал для НАМИР иракский захват Кувейта в 1990. Отношения с Саддамом вынудили Бахтияра поддержать агрессию — что осложнило отношения не только с США, но и с такими важными союзниками, как Саудовская Аравия и Египет. Война в Персидском заливе и поражение Ирака оборвали связи с Багдадом, но восстановить прежние союзы также не удавалось. Компенсировать их Бахтияр попытался установлением отношений с СССР через посредничество Арафата. Однако телефонный разговор Шапура Бахтияра с Евгением Примаковым не имел никакого дальнейшего развития.
К началу 1991 НАМИР пребывало в состоянии практического бездействия. Но именно тогда были нанесены добивающие удары. 18 апреля 1991 в Париже был убит Абдорахман Боруманд. 6 августа 1991 погиб сам Шапур Бахтияр. Французское следствие установило связь убийц с властями исламской республики.

## После Бахтияра
Гибель основателя стала сокрушительным ударом по НАМИР. Деятельность организации практически прекратилась. Однако формального решения о роспуске не принималось. Группа «последователей Мохаммеда Мосаддыка и друзей Шапура Бахтияра» продолжает организованное функционирование в Париже, издаёт Интернет-ресурс, регулярно выступает с политическими заявлениями — в частности, в поддержку протестов 2019.
Организованные группы сторонников НАМИР действуют в среде иранской диаспоры разных стран, в том числе в Индии. Время от времени проводятся мероприятия политико-протестного либо культурного характера — например, празднования исторических дат биографии Кира Великого, что также носит антиисламистский характер.